# Icerya aegyptiaca
Espèce
Synonymes
- Crossotosoma aegyptiacum Douglas, 1890 - protonyme[1]

Icerya aegyptiaca est une espèce d'insectes hémiptères de la famille des Coccoidea, décrite par John William Douglas en 1890.

## Description
Dans sa description originale l'auteur indique que cette espèce est orange foncé virant au noir lorsque l'animal est mort. Sa taille est d'environ 5 mm de long par 4 mm de large. Elle était réputée pour causer d'importants dégâts sur les arbres fruitiers.

## Publication originale
- (en) J. W. Douglas, « Notes on some British and exotic Coccidae (No. 15) », Entomologist's Monthly Magazine, Oxford, Pemberley Books (d) et Entomologist's Monthly Magazine Ltd. (d), vol. 26, no 2,‎ 1890, p. 79-81 (ISSN 0013-8908, OCLC 1568052, lire en ligne).